# Poder Absoluto
Poder Absoluto (Absolute Power) é um filme de 1997, do gênero suspense, dirigido e protagonizado por Clint Eastwood.

## Enredo
Durante um assalto, Luther Whitney (Clint Eastwood), testemunha o assassinato de Christy Sullivan (Melora Hardin), a linda e jovem esposa do bilionário Walter Sullivan (E. G. Marshall), durante seu encontro com Alan Richmond (Gene Hackman), o presidente dos Estados Unidos e amigo de Sullivan. Luther assiste, escondido por trás de um espelho, o presidente agredindo bruscamente Christy. Quando ela, em legitima defesa, avança para atacar Richmond com um abridor de cartas, é morta a tiros pelos agentes do serviço secreto, seguranças do presidente. A chefe de segurança Gloria Russel (Judy Davis) altera a cena do crime para parecer que um assaltante cometera o assassinato. Luther consegue escapar com algumas jóias e o abridor de cartas ensanguentado.
No dia seguinte o detetive Seth Frank (Ed Harris) começa a investigar o crime. Luther se torna rapidamente o principal suspeito devido sua reputação como ladrão, porém Frank não acredita que Luther tenha também cometido o assassinato. Quando Luther estava para fugir do país, ele vê o Presidente Richmond na televisão consolando Walter por sua perda e, indignado com a falsidade de Richmond, decide levar o presidente a justiça. Enquanto isso os agentes do serviço secreto grampeam o telefone do escritório do investigador Frank e pedem para que ele os mantenha informados do andamento das investigações.
A filha distante de Luther, Kate (Laura Linney), que trabalha como promotora de justiça, acompanha Frank à casa do pai a procura de evidências. Fotografias na residência indicam que Luther acompanhava secretamente a vida da filha por anos. Ela, ainda suspeitando que o pai é culpado, aceita auxiliar a polícia na captura de Luther. O agente do serviço secreto, Burton, descobre através da escuta telefônica, o plano para capturar Luther e planeja matá-lo antes que a polícia pudesse prendê-lo. O viúvo é informado sobre o plano da polícia e também contrata alguém para matar Luther. Os dois assassinos, desconhecendo a existência um do outro, tentam atirar em Luther quando ele chega no café, onde iria encontrar com a filha, porém ambos erram e Luther consegue escapar do cerco feito pela polícia pois havia se preparado para o encontro vestindo um uniforme policial por baixo de seu casaco.
Mais tarde, Luther explica a filha como Christy foi assassinada e por quem. Luther começa a provocar Gloria, a chefe de segurança, primeiro enviando a ela uma foto do abridor de cartas e depois fazendo-a usar em público o colar roubado de Christy. Suspeitando que Kate sabia da verdade, Richmond planejando matá-la, retira a vigilância da casa de Kate e Luther acaba voltando à capital para proteger sua filha. Luther chega pouco depois do carro da filha cair de um penhasco após um acidente provocado pelo agente do serviço secreto, Collins. Collins vai ao hospital onde Kate foi internada para terminar o trabalho mas Luther está esperando por ele. Luther consegue subjugá-lo e, mesmo após Collin implorar por misericórdia, o mata.
Luther descobre que Sullivan nunca tornou público o motivo de sua esposa ter ficado em casa e, sabendo que Christy contou a Richmond que inventou estar doente para não sair com Walter, toma o lugar do chofer de Walter e conta a ele tudo que ocorreu na noite do assassinato. Walter apenas se convence quando Luther explica como Richmond poderia saber, em seu discurso, qual foi a desculpa dada por Christy para ficar em casa naquela noite e mostra a Walter o abridor de cartas com sangue e impressões digitais do presidente. Luther para o carro em frente a Casa branca e entrega a Walter o abridor de cartas. Walter, sendo amigo do presidente, consegue passar pela segurança e entra na sala Oval. 
No noticiário é anunciado que o presidente havia cometido suicídio, Luther feliz com a notícia, volta ao hospital em que sua filha está internada e começa um novo desenho de sua filha amada.

## Elenco
| Ator           | Papel                    |
| -------------- | ------------------------ |
| Clint Eastwood | Luther Whitney           |
| Gene Hackman   | Presidente Alan Richmond |
| Ed Harris      | Detetive Seth Frank      |
| Laura Linney   | Kate                     |
| E. G. Marshall | Walter Sullivan          |
| Melora Hardin  | Christy Sullivan         |
| Judy Davis     | Gloria Russel            |
| Scott Glenn    | agente Bill Burton       |